# ディープ・キス

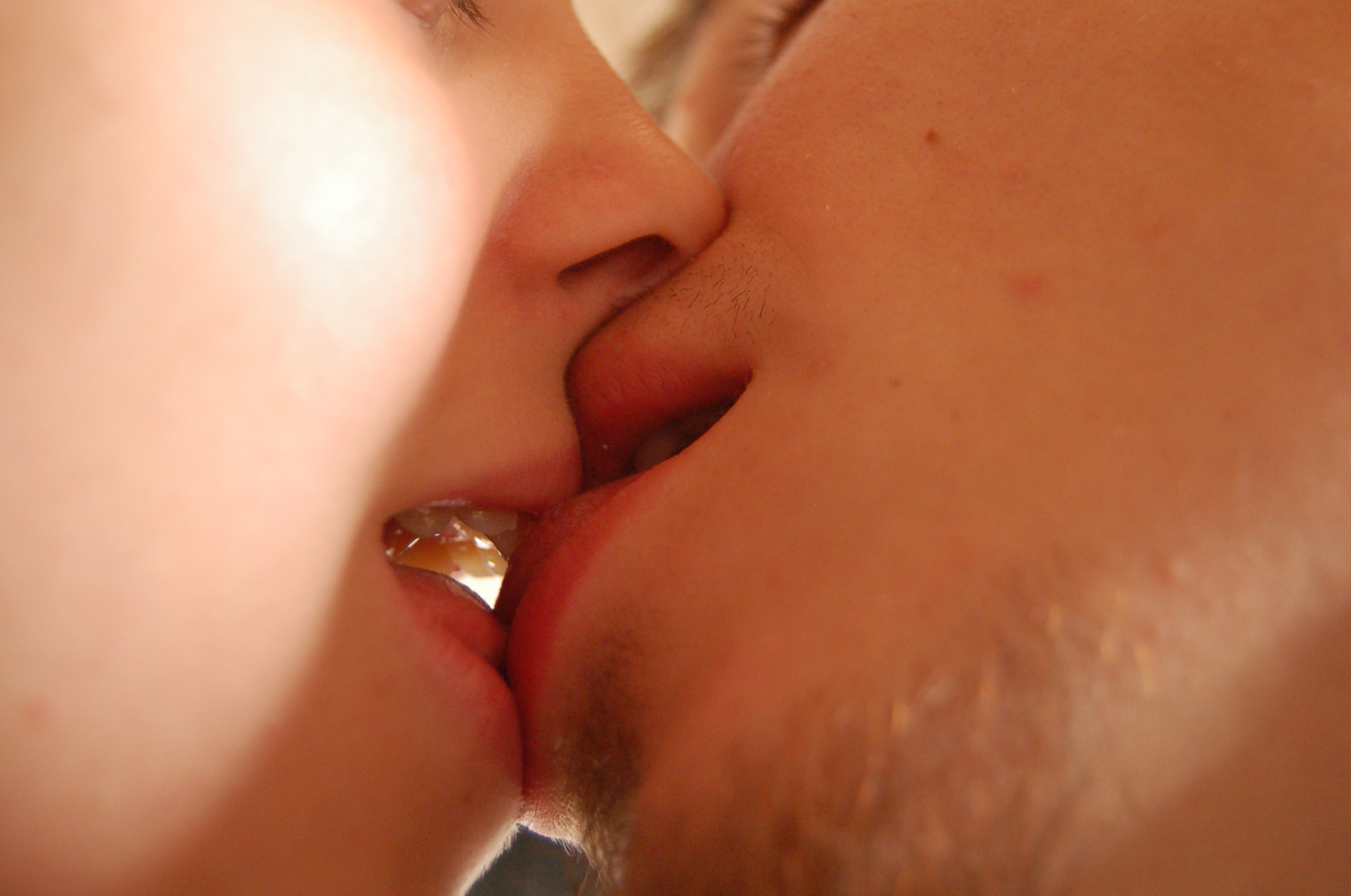
ディープ・キスをするカップル

ディープ・キス（英: Deep kiss）またはフレンチ・キス（French kiss）は、一方の者の舌が他方の舌に触れ、口の中に入る接吻の一形式である。
舌を使ったキスは、ロマンスまたは性的な性格があり、唇、舌、口など接触に敏感で性感を高める部位を刺激する。この行為は快感を与え、非常に愛情的で、性感を高める。挨拶や友情を表す短いキスのような他のキスとは異なり、舌を使ったキスは、長く、激しく、情熱的であることが多い。
本項目ではディープキスと同意語のフレンチ・キスについて詳述する。

## 「フレンチ・キス」の語源
フレンチ・キスという言葉は、第一次世界大戦後にイギリスで誕生した。当時のフランスは性に奔放な国として有名であり、当地に行った兵士が帰国後にその実情を皮肉ってこの言葉を作ったと考えられている。
現に"french"をその中に持つ英単語には、性的な意味を含むものが多い。例えば、第二次世界大戦中に兵士間でよく使われた"french letter"という言葉はコンドームを意味するものであり、"french lemon"は男性同士が陰茎に砂糖を塗りたくる性行為を指す単語として存在している。加えて、フランス語でのキスという単語"baisser"には俗語用法としてセックスの意味があり、こうしたこともフレンチ・キスという言葉を生み出した要因の一つであろう。
また、フランス語でフレンチ・キスにあたる言葉として"Galocher"がある。この語は誕生からしばらくの間俗語として扱われて辞書には登録されなかったが、2014年にフランスの辞書に正式に登録された。

## 「フレンチ・キス」の誤用
日本では、フレンチ・キスが「唇に軽く触れるキス」、「コミュニケーション程度の軽いキス」といった意味合いで使われることがあるが誤用である。それらはバード・キスと呼ぶのが正しいとされる。

## キスを介しての病気
主にディープキスが起因となって感染する病気として有名なものに伝染性単核球症（通称キス病）がある。これは唾液中に含まれるEBウイルスに初めて感染することによって発症するものであり、症状は重めの風邪に似たものとなっている。ちなみに、これがキス病と言われるのは、主に思春期以降にディープキスをすることによって感染するものであるからなのだが、そうした行為をするようになる思春期以降の日本人は90％以上がEBウィルスに対する抗体を持っているため感染は稀なものであると考えられる。
ディープキスを介してHPVに感染する例がある。
時折、梅毒は長いキスのために伝染する。
稀に長いディープキスによって肺炎に感染する可能性がある。ただし、これは通常、肺炎菌が活性化している場合に起こることである。
HIVは血液感染を主とするため、ディープキスによってそれにかかる可能性はほとんどない。
また、同じ理由でウイルス性肝炎にかかるともあまり考えられていない。

## 関係するもの
- ディープ・キス - らくさぶろうと友近が結成していたコンビである。
- フレンチ・キス - 柏木由紀、高城亜樹、倉持明日香が結成していたAKB48から派生したアイドルグループである。